# Aleks Miller
Aleks Miller (hebr.: אלכס מילר, ros.: Алекс Миллер, ang.: Alex Miller, ur. 4 kwietnia 1977 w Moskwie) – izraelski nauczyciel, działacz społeczny i polityk, w latach 2006–2013 oraz 2014–2015 poseł do Knesetu.

## Życiorys
Urodził się 4 kwietnia 1977 w Moskwie. W 1992 wyemigrował do Izraela.
Służbę wojskową zakończył w stopniu starszego sierżanta sztabowego. Zdobył bakalaureat z edukacji oraz M.A. z zakresy polityki publicznej. Był przewodniczącym związku studentów w college’u ORT w Tel Awiwie oraz zastępcą przewodniczącego Narodowego Związku Studentów Izraela. Pracował jako nauczyciel.
W polityce związał się z reprezentującą rosyjskojęzycznych Żydów partią Nasz Dom Izrael, był przewodniczącym młodzieżówki partyjnej. Z listy tego ugrupowania uzyskał w wyborach w 2006 mandat poselski. W siedemnastym Knesecie przewodniczył podkomisji ds. alternatywnych źródeł energii i był członkiem komisji spraw gospodarczych; konstytucyjnej, prawa i sprawiedliwości; edukacji, kultury i sportu oraz nauki i technologii. W 2009 uzyskał reelekcję, a w Knesecie XVIII kadencji został zastępcą przewodniczącego. Przewodniczył komisji edukacji, kultury i sportu; finansów oraz podkomisji ds. małych i średnich przedsiębiorstw. Zasiadał w komisjach: finansów oraz spraw wewnętrznych i środowiska. W wyborach w 2013 Nasz Dom Izrael wystartował w koalicji z Likudem. Millerowi nie udało się zdobyć mandatu poselskiego, w składzie dziewiętnastego Knesetu znalazł się jednak 6 sierpnia 2014 zastępując posła Likudu Karmela Szamę. Był członkiem komisji budownictwa oraz finansów. W wyborach w 2015 utracił miejsce w parlamencie.